# Costante di Bernštejn
La costante di Bernštejn, solitamente indicata con la lettera greca β, è una costante matematica chiamata così in onore di Sergej Natanovič Bernštejn ed è approssimativamente uguale a 0,2801694990.

## Definizione
Sia En(ƒ) l'errore della migliore approssimazione uniforme di una funzione reale ƒ(x) nell'intervallo [−1, 1], costituita di polinomi reali di grado non più elevato di n. Nel caso di ƒ(x) = |x|, Bernštejn, nel 1914, dimostrò che il limite
{\displaystyle \beta =\lim _{n\to \infty }2nE_{2n}(f),\,}
chiamato "costante di Bernštejn", esiste, ed è compreso fra 0,278 e 0,286.
Tuttavia, la sua congettura secondo la quale il limite fosse uguale a
{\displaystyle {\frac {1}{2{\sqrt {\pi }}}}=0.28209\dots \,}
venne confutata dai matematici Varga e Carpenter nel 1987, i quali calcolarono
{\displaystyle \beta =0.280169499023\dots \,.}